# Prospect Park (Brooklyn)

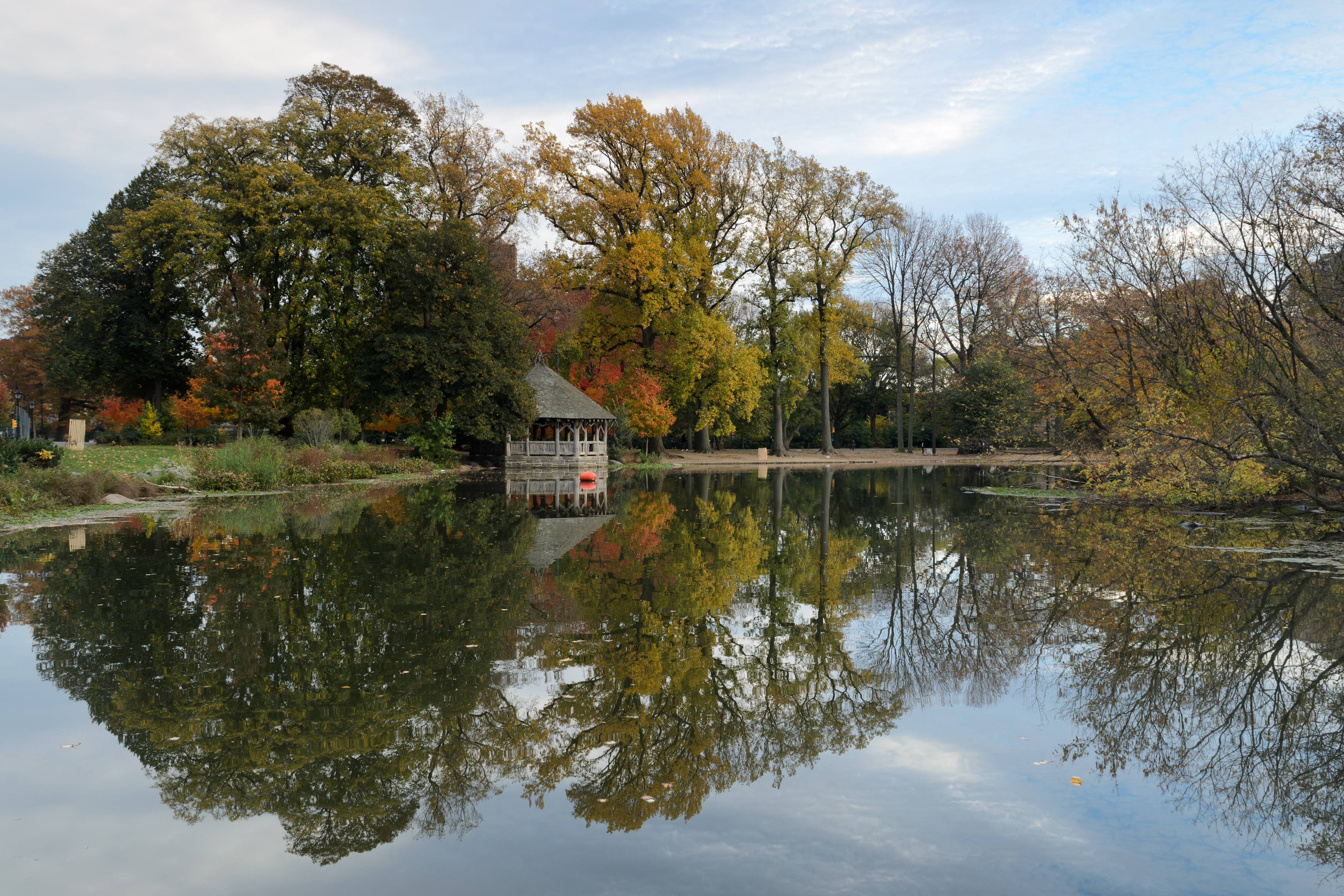
Prospect Park

O Prospect Park é um parque urbano de 526 acres (2,13 km²) no distrito do Brooklyn, na cidade de Nova York. O parque está situado entre os bairros de Park Slope, Prospect Heights, Prospect Lefferts Gardens, Flatbush e Windsor Terrace, e é adjacente ao Brooklyn Museum, ao Grand Army Plaza e ao Brooklyn Botanic Garden. Com uma área de 526 acres (213 hectares), o Prospect Park é o segundo maior parque público do Brooklyn, atrás apenas do Marine Park. Designado como um marco cênico da cidade de Nova York e listado no Registro Nacional de Lugares Históricos, o Prospect Park é administrado pela Prospect Park Alliance e pelo NYC Parks.
Proposto inicialmente em uma legislação aprovada em 1859, o Prospect Park foi projetado pelos arquitetos paisagistas Frederick Law Olmsted e Calvert Vaux para a então cidade independente do Brooklyn. O parque foi inaugurado em 1867, embora só tenha sido substancialmente concluído em 1873. Posteriormente, o parque passou por diversas modificações e expansões em suas instalações. Várias adições ao parque foram concluídas na década de 1890, durante o movimento arquitetônico City Beautiful. No início do século XX, o comissário do Departamento de Parques e Recreação da cidade de Nova York (NYC Parks), Robert Moses, iniciou um programa para revitalizar o Prospect Park. Um período de declínio no final do século XX incentivou a criação da Prospect Park Alliance, que reformou muitas partes do parque desde a década de 1980 até os anos 2020.
As principais atrações do parque incluem o Long Meadow, com 90 acres (36 hectares); o Picnic House; a Litchfield Villa; o Prospect Park Zoo; o Boathouse; o Concert Grove; o único lago do Brooklyn, cobrindo 60 acres (24 hectares); e o Prospect Park Bandshell, que recebe concertos ao ar livre durante o verão. O parque também possui instalações esportivas, incluindo o Prospect Park Tennis Center, quadras de basquete, campos de beisebol, campos de futebol e o New York Pétanque Club no Parade Ground. Há também um cemitério privado da Sociedade dos Amigos (Quakers) na Quaker Hill, próximo aos campos de bola. Além disso, o Prospect Park faz parte do Brooklyn-Queens Greenway, uma rede de espaços verdes que se estende pela parte oeste de Long Island.